# FC Karelia Petrozavodsk
El FC Karelia Petrozavodsk (del ruso: ФК «Карелия Петрозаводск») es un club de fútbol ruso de la ciudad de Petrozavodsk, fundado en 2011. El club disputa sus partidos como local en el estadio Spartak y juega en la segunda división de Rusia, el tercer nivel en el sistema de ligas ruso.

## Jugadores
Actualizado el 24 de agosto de 2012, según RFS (enlace roto disponible en Internet Archive; véase el historial, la primera versión y la última)..